# Rote Wegschnecke
Die  Rote Wegschnecke (Arion rufus), auch Große Wegschnecke oder Große Rote Wegschnecke genannt, ist eine 12 bis 15 Zentimeter lange Nacktschnecke, die in Mittel- und Westeuropa weit verbreitet ist. Sie gehört zur Familie der Wegschnecken (Arionidae) aus der Unterordnung der Landlungenschnecken (Stylommatophora).

## Beschreibung
Die Rote Wegschnecke ist ausgestreckt 12 bis 15 cm lang (in Ausnahmefällen auch bis 20 cm). Die Färbung des Mantels der Roten Wegschnecke kann sehr unterschiedlich ausfallen, von Schwarz und Dunkelbraun über Grau, Rotbraun, Rot und Orange. Die Jungtiere sind meist hellgelblich bis hellorange mit dunklem Kopf. Der Mantelschild erreicht über ein Drittel der Gesamtkörperlänge. Der Körper ist von großen und länglichen Runzeln bedeckt. Die bei der Paarung ausgestülpten Geschlechtsvorhöfe sind sehr groß.

## Lebensweise
Die Rote Wegschnecke ist durch die eingeschleppte Spanische Wegschnecke fast völlig aus dem Kulturland verdrängt worden und kommt heute nur noch in Wäldern und feuchten Wiesen vor. Sie ist nachtaktiv, bei feuchtem Wetter auch tagaktiv. Die Nahrung besteht meist aus frischen Pflanzen und Pilzen, gelegentlich jedoch auch aus Aas, das mit Hilfe der Raspelzunge (Radula) zerkleinert wird.

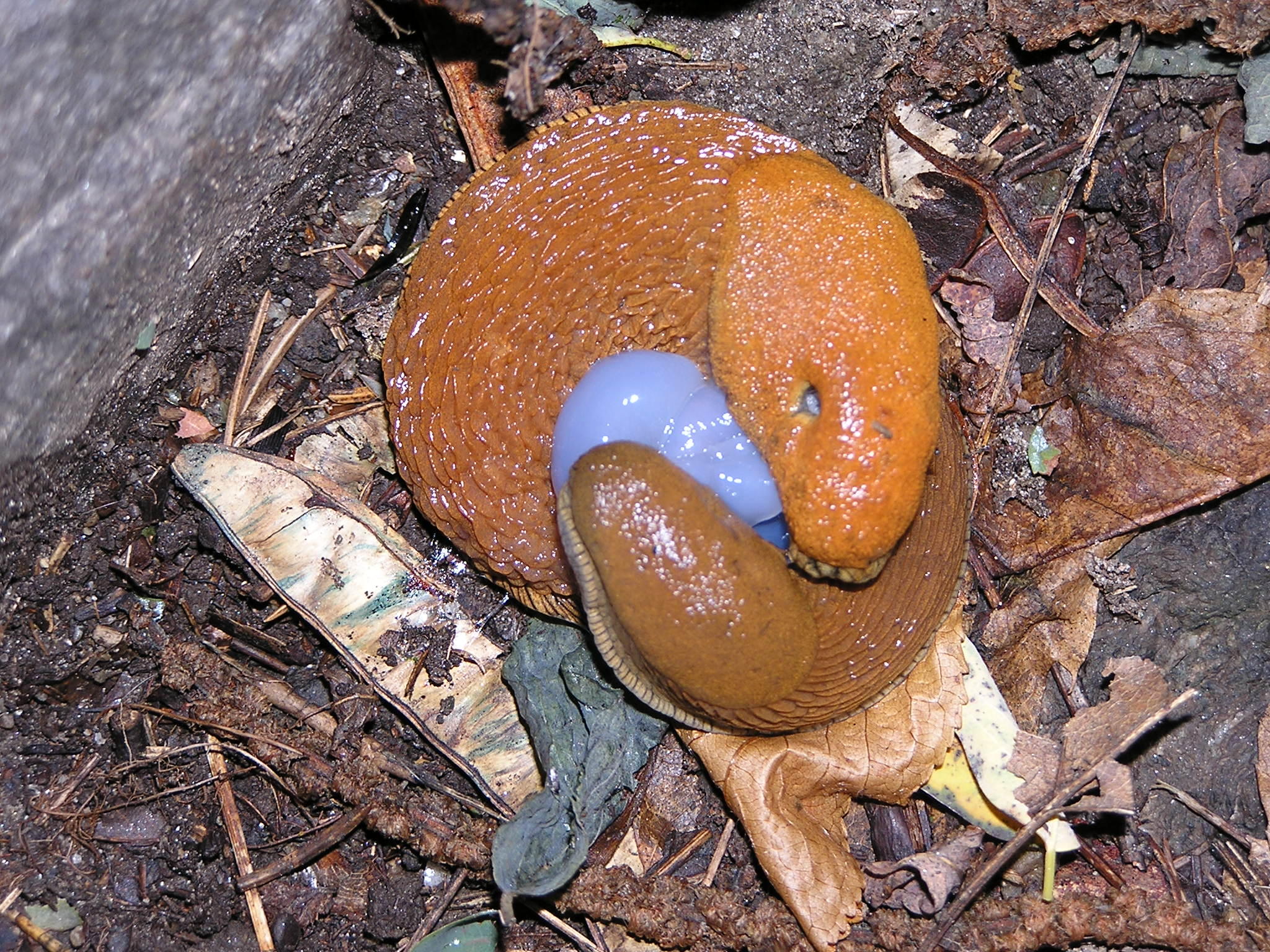
Kopula von Arion vulgaris (Spanische Wegschnecke), welche von A. rufus schwer zu unterscheiden ist

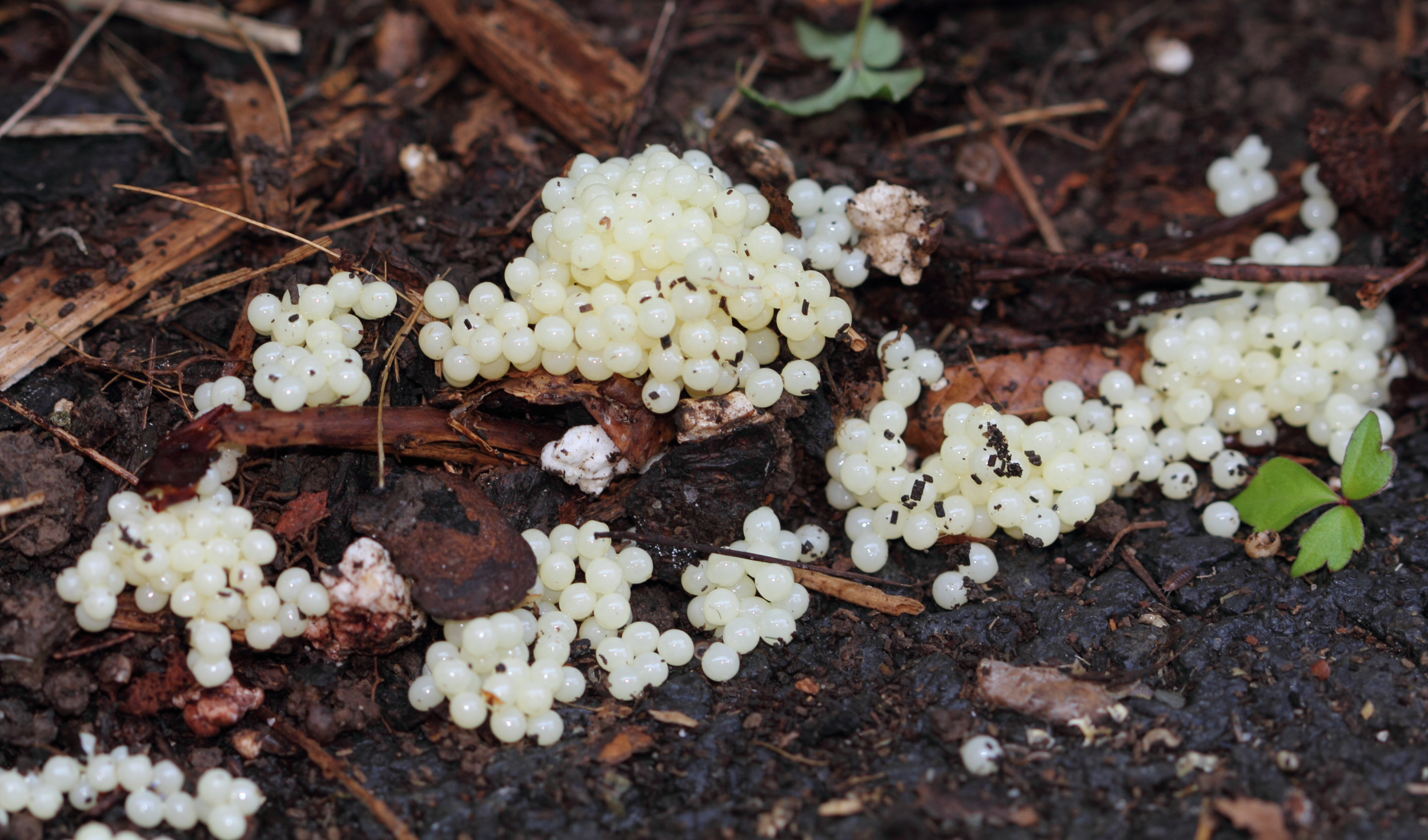
Eier der Roten Wegschnecke unter einem Holzstapel (Holz wurde für die Aufnahme entfernt)

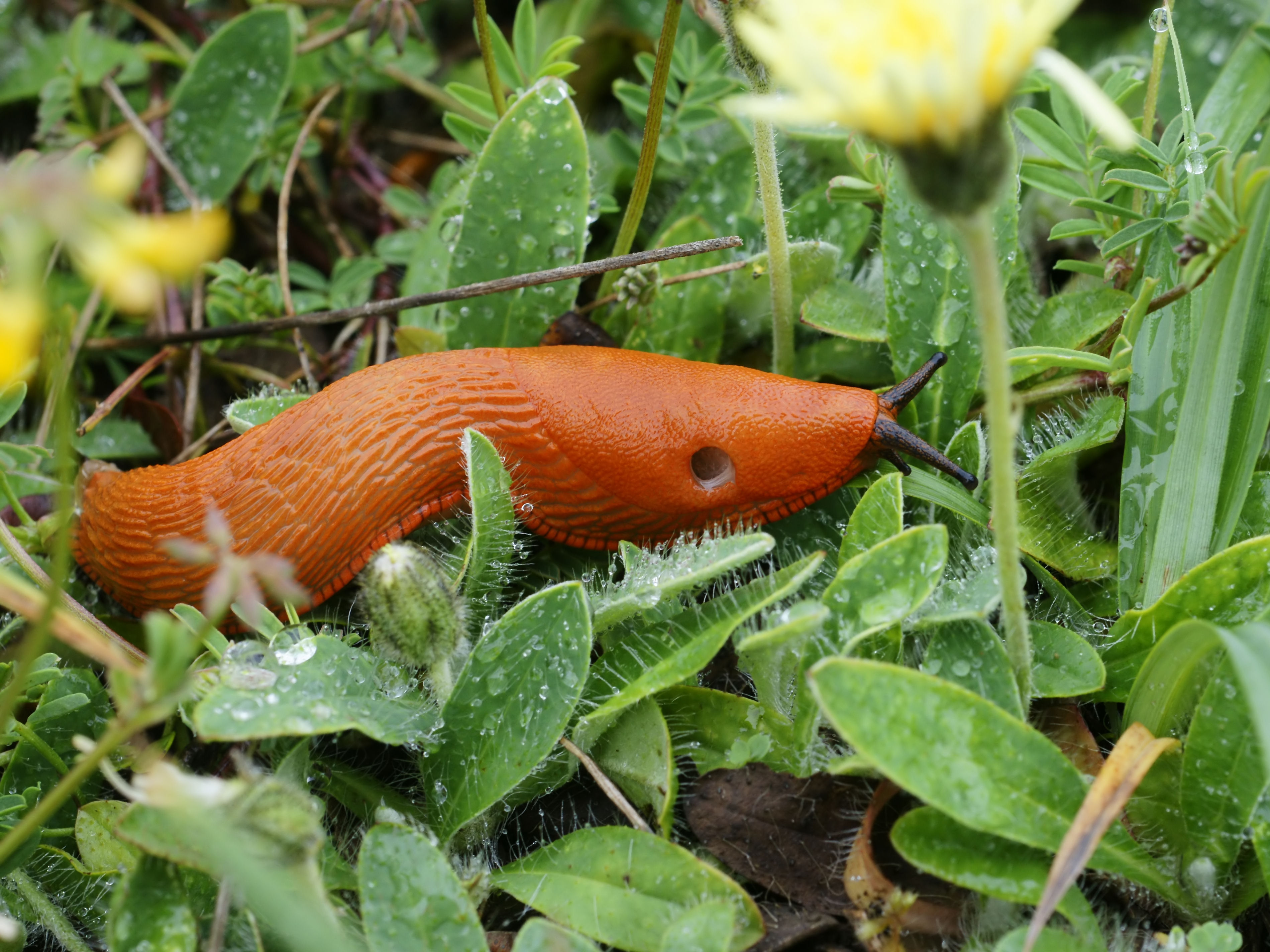
Rote Wegschnecke in einer eher orangen Farbe

## Fortpflanzung
Die Rote Wegschnecke ist wie alle Landlungenschnecken ein Zwitter. In der Regel befruchten sie sich gegenseitig. Das Paarungsritual kann mehrere Stunden dauern. Die Tiere verschlingen sich ineinander. Dabei werden die Bildungsorgane der Spermien (Epiphallus) in die (weibliche) Geschlechtsöffnung des Partners eingeführt und die Spermatophoren innerlich übertragen. Im Körperinneren werden die eigenen Eizellen mit dem Sperma des Partners befruchtet. Einige Tage bis Wochen später legen die Schnecken unabhängig voneinander ihre bis zu 400 Eier in mehrere geschützte Gelege ab. Nach wenigen Wochen schlüpfen die Jungtiere und erreichen nach etwa drei Monaten die Geschlechtsreife. Rote Wegschnecken können ein Alter von bis zu drei Jahren erreichen.

## Vorkommen
Das ursprüngliche Vorkommen der Roten Wegschnecke beschränkte sich auf Mittel- und Westeuropa. Sie ist inzwischen auch nach Nordamerika verschleppt worden. In den letzten Jahrzehnten ist die Art in ihrem ursprünglichen Verbreitungsgebiet selten geworden. In Österreich kommen die Tiere bis auf 1800 m.ü.A. vor.

## Schadwirkung und Rote Liste
Die Rote Wegschnecke war in der Vergangenheit ein Schädling an Nutz- und Gartenpflanzen. In den letzten Jahrzehnten ist die Rote Wegschnecke aber durch die eingeschleppte Spanische Wegschnecke weitgehend aus dem Kulturland verdrängt worden und ausgesprochen selten geworden. Da die beiden Arten nur sehr schwer zu unterscheiden sind, findet man die Rote Wegschnecke immer noch in den Listen der Gartenschädlinge, wobei Schaden hauptsächlich durch die Spanische Wegschnecke angerichtet wird.
Mittlerweile ist die Art so selten geworden, dass sie z. B. in Bayern auf der Roten Liste der bedrohten Arten geführt wird (Status: „gefährdet“) und nicht mehr bekämpft werden darf.

## Unterschiede und Systematik
Die Rote Wegschnecke wurde früher oft mit der Schwarzen Wegschnecke (Arion ater) zu einer Art (Arion ater L. empiricorum) vereinigt. Trotz des Namens kommen bei der Roten Wegschnecke auch schwarze Tiere vor. Die Farbe allein ist kein Unterscheidungskriterium. Jedoch ist der bei der Paarung ausgestülpte Geschlechtsvorhof bei der Roten Wegschnecke deutlich größer als bei der Schwarzen Wegschnecke und bei der Spanischen Wegschnecke. Auch sind die adulten Tiere der Roten Wegschnecke teils deutlich größer als bei den beiden anderen Arten. Deutliche Unterschiede sind auch in den inneren Geschlechtsorganen und im Paarungsritual zu beobachten. Auch die Jungtiere lassen sich unterscheiden: bei der Roten Wegschnecke sind sie hell-gelblich mit dunklem Kopf, bei der Spanischen Wegschnecke sind sie bunt gebändert. Bei der Schwarzen Wegschnecke sind die Jungtiere zunächst ebenfalls hell mit schwarzem Kopf, werden jedoch rasch grau und sind dann schon halbwüchsig schwarz.